# Nywky (przystanek kolejowy)
Nywky (ukr. Нивки) – przystanek kolejowy w miejscowości Nywky, w rejonie korosteńskim, w obwodzie żytomierskim, na Ukrainie. Położony jest na linii z Owrucza do Strefy Wykluczenia.